# Siim
Siim er en bydel til Ry. Oprindeligt var det en landsby med skole, smedje og gårde. Siim er en gammel "by" der findes bindingsværkshuse og stråtage langs Siim Bygade.
|  | Denne artikel om lokaliteten Siim kan blive bedre, hvis der indsættes et (bedre) billede. Du kan hjælpe ved at afsøge Wikimedia Commons for et passende billede eller lægge et op på Wikimedia Commons med en af de tilladte licenser og indsætte det i artiklen. |

56°05′02″N 9°46′48″Ø / 56.08386°N 9.78001°Ø